# 机关党委
机关党委，又称直属机关党委，是指中国共产党设立在各级党政机关中的基层委员会，属于党的基层组织。各级机关党的基层委员会，由各级机关党的代表大会选举产生。厅级以上机关党的代表大会及基层委员会，每届任期4年；处级机关党的代表大会及基层委员会，每届任期3年。
机关党委是各级党政机关直属的基层党委，主管党的思想建设、组织建设和作风建设，起到保证监督作用。
机关党委可通过党组织的战斗堡垒作用和党员的先锋模范作用，在机关内推进各项工作的进行。但是，机关党委不直接领导机关的业务工作。